# Маничка

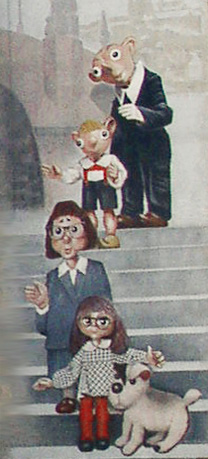
Спейбл, Гурвинек, Катержина Говоркова, Маничка и пёс Жерик

Маничка (чеш. Mánička) — кукольный персонаж, созданный Йосефом Скупой и Густавом Носеком в 1930 году, внучка кукольного персонажа — Катержины Говорковой и подруга другого кукольного персонажа — Гурвинека. Один из самых популярных кукольных персонажей Чехии, а также труппы Театра Спейбла и Гурвинека.

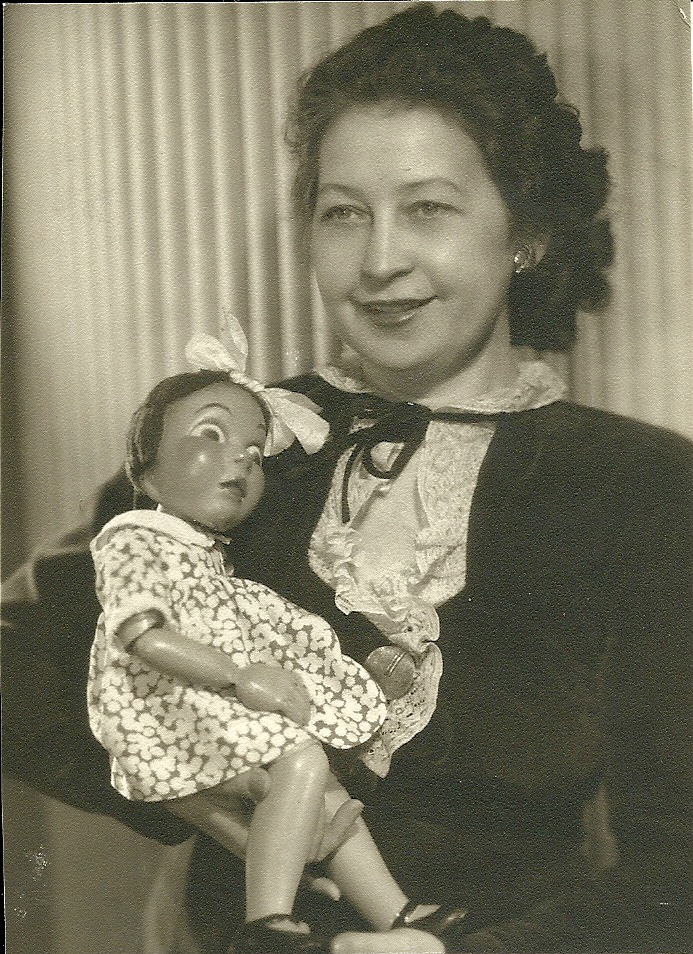
Маничка и Божена Велекова

## История

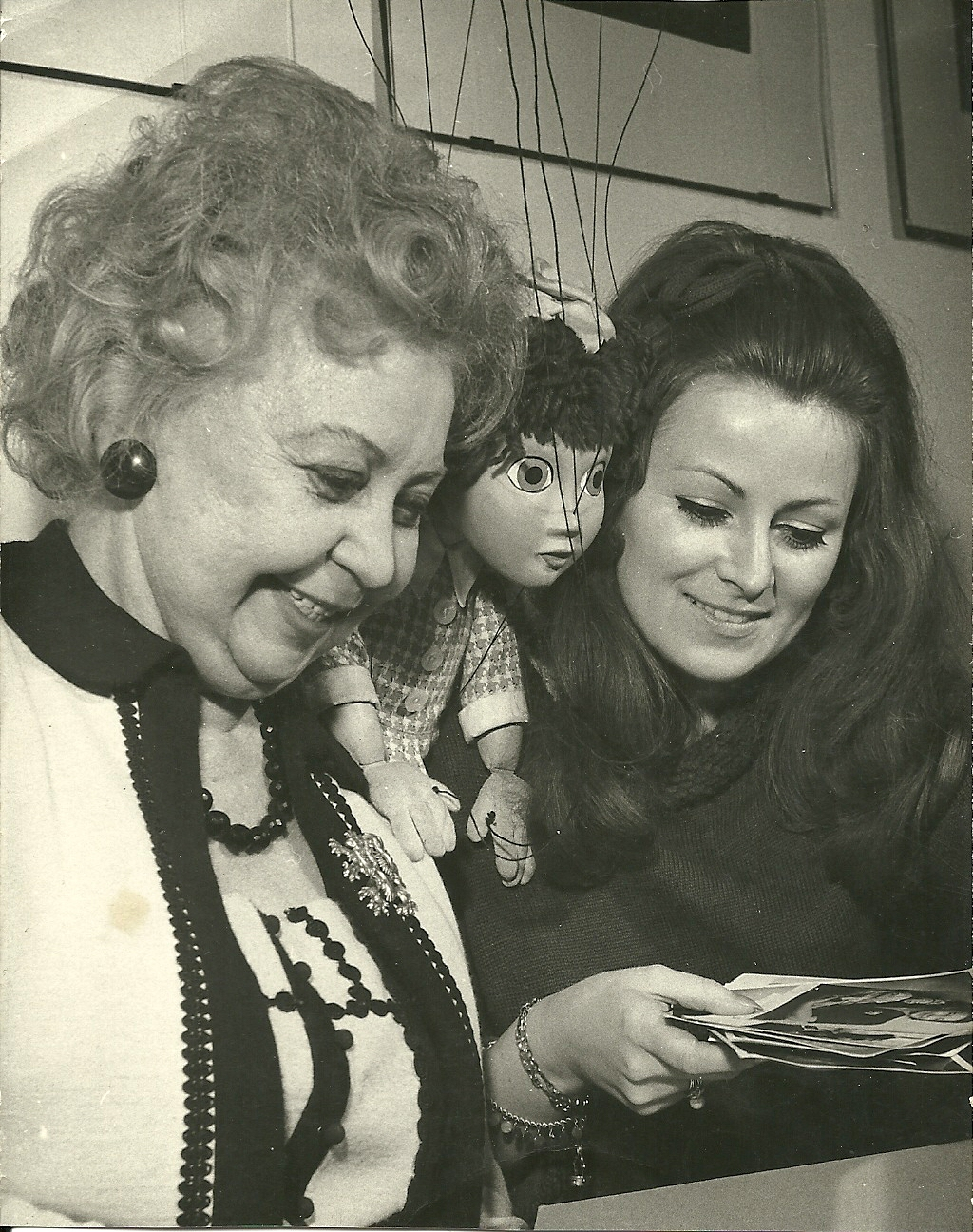
Божена Велекова, Маничка и Гелена Стахова

Дебют персонажа состоялся 19 апреля 1930 года в спектакле «Весенний обзор Гурвинека» (чеш. Hurvínkovy jarní revue), который с 30 апреля того же года стал называться «Обзор с ружьём» (чеш. Revue z donucení).
Первой актрисой, озвучившей Маничку, была Анна Креузманова (чеш. Anna Kreuzmannová). В 1945 году её сменила Божена Велекова (чеш. Božena Weleková), которая озвучивала персонажа до 1967 года. С 1967 года и по 2017 год Маничку, а также её бабушку Катержину Говоркову, озвучивает Гелена Штахова (чеш. Helena Štáchová).

## Характер
Лучшая подруга Гурвинека. Отличница и аккуратистка, имеет разносторонние знания. Часто помогает Гурвинеку, иногда помогает наставить его и Спейбла. Очень чувствительная и ранимая девочка.

## Мультфильмы
Маничка постоянно появлялась в короткометражных мультфильмах, а также выпусках шоу «Театр Спейбла и Гурвинека». Была одной из героинь детской вечерней программы «Večerníček». В полнометражном мультфильме «Гурвинек: Волшебная игра» она носила имя Майя и являлась одним из важных для сюжета второстепенных персонажей. В ряде иностранных дубляжей мультфильма её именовали Моникой.